# Lethrus appendiculatus
Lethrus appendiculatus är en skalbaggsart som beskrevs av Jakovlev 1891. Lethrus appendiculatus ingår i släktet Lethrus och familjen tordyvlar. Inga underarter finns listade i Catalogue of Life.